# اتحاد هايتي لكرة القدم
تأسس اتحاد هايتي لكرة القدم في عام 1904م وانضم إلى الإتحاد الدولي لكرة القدم في 1933م وإنضم إلى اتحاد أمريكا الشمالية لكرة القدم في 1961م.

## روابط إضافية
- هايتي على موقع الفيفا.